# José Enrique Rodó

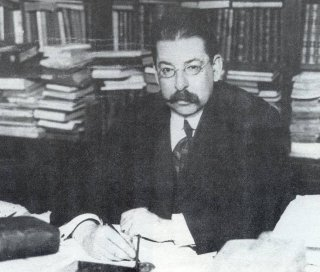
José Enrique Rodó.

José Enrique Rodó, född den 15 juli 1872 i Montevideo, död den 1 maj 1917 i Palermo, var en uruguayansk författare.
Rodó var professor i litteratur vid universitetet i Montevideo och direktör för Nationalbiblioteket där. I den av honom uppsatta tidskriften Revista nacional de literatura y ciencias sociales skrev han sina första artiklar: El que vendrá (1896) och La vida nueva (1897), utmärkande sig för stilistisk elegans. Som de yppersta proven på Rodós prosadiktning anses Ariel (1900) och Motivos de Proteo (1908). I El mirador de Prospero (1914) är hans historiska och litteraturkritiska uppsatser samlade som studier över Bolívar, Montalvo, Gutiérrez, Rubén Darío. Rodó försvarade med lidelse idealismen gentemot den då härskande materialistiska riktningen.